# Mann (rzeka)
Mann (ang. Mann River) – dopływ rzeki Clarence znajdujący się w stanie Nowa Południowa Walia, w Australii.

## Przebieg
Źródłem rzeki jest jezioro Llangothlin znajdujące się na zboczu Wielkich Gór Wododziałowych, niedaleko miejscowości Ben Lomond. Płynie głównie w kierunku północnym, wschodnim oraz północno-wschodnim. Przed połączeniem się z Clarence w pobliżu wsi Baryulgil, do rzeki wpada kilka dopływów, takich jak Nymbodia River, Henry River i Yarrow River. Mann ma długość 238 kilometrów, a różnica poziomów między źródłem a ujściem wynosi 1370 metrów. Znajduje się na terenie parku krajobrazowego Mann River Natural Reserve.

## Geneza nazwy
Mówi się, że rzeka została nazwana na cześć skwatera Samuela Furneaux Manna, który przez pewien czas posiadał ziemie w pobliżu miasta Glenn Innes, w Nowej Południowej Walii.